# Troglohyphantes latzeli
Espèce
Troglohyphantes latzeli est une espèce d'araignées aranéomorphes de la famille des Linyphiidae.

## Distribution
Cette espèce est endémique d'Autriche.

## Description
Le mâle holotype mesure 2,7 mm et la femelle paratype 2,4 mm.

## Étymologie
Cette espèce est nommée en l'honneur de Robert Latzel.

## Publication originale
- Thaler, 1986 : Über einige Funde von Troglohyphantes-Arten in Kärnten (Österreich) (Arachnida, Aranei: Linyphiidae). Carinthia II, vol. 176, p. 287-302 (texte intégral).